# مهرجان كان السينمائي 1982
مهرجان كان السينمائي لعام 1982 هو الدورة الـ35 للمهرجان عُقد في 14 إلى 26 مايو من عام 1982، حصل كل من فيلم «مفقود» للمخرج اليوناني كوستا غافراس وفيلم «الطريق» للمخرج التركي يلماز كوني على السعفة الذهبية للمهرجان.